# Fédération namibienne de basket-ball
La Fédération namibienne de basket-ball est une association, fondée en 1995, chargée d'organiser, de diriger et de développer le basket-ball en Namibie.
La Fédération représente le basket-ball auprès des pouvoirs publics ainsi qu'auprès des organismes sportifs nationaux et internationaux et, à ce titre, la Namibie dans les compétitions internationales. Elle défend également les intérêts moraux et matériels du basket-ball namibien. Elle est affiliée à la FIBA depuis 1995, ainsi qu'à la FIBA Afrique.
La Fédération organise également le championnat national.